# 王于畊
王于畊（1921年11月29日—1993年6月29日），直隶保定（今河北）人，中国教育管理专家，曾任中国教育学会副会长，第六、七、八届全国政协委员。

## 家庭
丈夫叶飞。